# Kurzbahneuropameisterschaften 2003
| Kurzbahneuropameisterschaften 2003 | Kurzbahneuropameisterschaften 2003 |
| ---------------------------------- | ---------------------------------- |
| Veranstaltungsort                  | Dublin                             |
| Teilnehmende Nationen              |                                    |
| Teilnehmende Athleten              |                                    |
| Entscheidungen                     | 38                                 |
| Eröffnung                          | 11. Dezember 2003                  |
| Abschluss                          | 14. Dezember 2003                  |

| Medaillenspiegel | Medaillenspiegel                | Medaillenspiegel | Medaillenspiegel | Medaillenspiegel | Medaillenspiegel |
| Platz            | Land                            | G                | S                | B                | Gesamt           |
| ---------------- | ------------------------------- | ---------------- | ---------------- | ---------------- | ---------------- |
| 1                | Deutschland                     | 7                | 6                | 7                | 20               |
| 2                | Vereinigtes Königreich          | 7                | 6                | 1                | 14               |
| 3                | Niederlande                     | 5                | 1                | 2                | 8                |
| 4                | Slowenien                       | 3                | 1                | 1                | 5                |
| 5                | Ungarn                          | 3                | 0                | 1                | 4                |
| 6                | Schweden                        | 2                | 5                | 0                | 7                |
| 7                | Russland                        | 2                | 3                | 2                | 7                |
| 8                | Frankreich                      | 2                | 0                | 2                | 4                |
| 9                | Finnland                        | 2                | 0                | 1                | 3                |
| 10               | Italien                         | 1                | 3                | 3                | 7                |
| 11               | Ukraine                         | 1                | 2                | 4                | 7                |
| 12               | Tschechien                      | 1                | 2                | 1                | 4                |
| 13               | Serbien und Montenegro Slowakei | 1                | 1                | 0                | 2                |
| 14               | Österreich                      | 1                | 0                | 3                | 4                |
| 15               | Spanien                         | 1                | 0                | 1                | 2                |
| 16               | Belarus                         | 0                | 1                | 3                | 4                |
| 17               | Schweiz                         | 0                | 1                | 1                | 2                |
| 18               | Irland Island Kroatien          | 0                | 1                | 0                | 1                |
| 21               | Dänemark Polen                  | 0                | 0                | 2                | 2                |
| 23               | Litauen                         | 0                | 0                | 1                | 1                |

Die Kurzbahneuropameisterschaften 2003 im Schwimmen fanden vom 11. bis 14. Dezember 2003 in Dublin statt und wurden vom europäischen Schwimmverband LEN organisiert.
Die Wettkämpfe fanden im neu errichteten National Aquatics Center in Blanchardstown, einem Vorort von Dublin, statt.

## Zeichenerklärung
- WR – Weltrekord
- ER – Europarekord

## Schwimmen Männer

### Freistil

#### 50 m Freistil
| Platz | Land            | Athlet              | Zeit     |
| ----- | --------------- | ------------------- | -------- |
| 1     | Verein. Königr. | Mark Foster         | 00:21,42 |
| 2     | Serbien/Monten. | Milorad Čavić       | 00:21,49 |
| 3     | Polen           | Bartosz Kizierowski | 00:21,54 |

#### 100 m Freistil
| Platz | Land        | Athlet                    | Zeit     |
| ----- | ----------- | ------------------------- | -------- |
| 1     | Niederlande | Pieter van den Hoogenband | 00:46,81 |
| 2     | Italien     | Filippo Magnini           | 00:47,32 |
| 3     | Italien     | Christian Galenda         | 00:47,77 |

#### 200 m Freistil
| Platz | Land        | Athlet                    | Zeit        |
| ----- | ----------- | ------------------------- | ----------- |
| 1     | Niederlande | Pieter van den Hoogenband | 01:41,89 ER |
| 2     | Tschechien  | Květoslav Svoboda         | 01:44,56    |
| 3     | Litauen     | Saulius Binevičius        | 01:45,09    |

#### 400 m Freistil
| Platz | Land       | Athlet                | Zeit     |
| ----- | ---------- | --------------------- | -------- |
| 1     | Russland   | Juri Prilukow         | 03:40,19 |
| 1     | Italien    | Massimiliano Rosolino | 03:40,19 |
| 3     | Tschechien | Květoslav Svoboda     | 03:42,34 |

#### 1500 m Freistil
| Platz | Land            | Athlet                | Zeit        |
| ----- | --------------- | --------------------- | ----------- |
| 1     | Russland        | Juri Prilukow         | 14:31,82 ER |
| 2     | Verein. Königr. | Graeme Smith          | 14:42,64    |
| 3     | Italien         | Massimiliano Rosolino | 14:47,34    |

### Schmetterling

#### 50 m Schmetterling
| Platz | Land            | Athlet          | Zeit     |
| ----- | --------------- | --------------- | -------- |
| 1     | Verein. Königr. | Mark Foster     | 00:23,22 |
| 2     | Kroatien        | Alexei Puninski | 00:23,40 |
| 3     | Ukraine         | Andrij Serdinow | 00:23,44 |

#### 100 m Schmetterling
| Platz | Land            | Athlet          | Zeit        |
| ----- | --------------- | --------------- | ----------- |
| 1     | Serbien/Monten. | Milorad Čavić   | 00:50,02 WR |
| 2     | Deutschland     | Thomas Rupprath | 00:50,43    |
| 3     | Ukraine         | Andrij Serdinow | 00:52,88    |

#### 200 m Schmetterling
| Platz | Land            | Athlet             | Zeit     |
| ----- | --------------- | ------------------ | -------- |
| 1     | Frankreich      | Franck Esposito    | 01:51,98 |
| 2     | Verein. Königr. | Stephen Parry      | 01:53,01 |
| 3     | Polen           | Paweł Korzeniowski | 01:53,68 |

### Rücken

#### 50 m Rücken
| Platz | Land        | Athlet                  | Zeit     |
| ----- | ----------- | ----------------------- | -------- |
| 1     | Deutschland | Thomas Rupprath         | 00:23,71 |
| 2     | Ukraine     | Wjatscheslaw Schyrschow | 00:24,16 |
| 3     | Deutschland | Toni Helbig             | 00:24,19 |

#### 100 m Rücken
| Platz | Land        | Athlet          | Zeit     |
| ----- | ----------- | --------------- | -------- |
| 1     | Deutschland | Thomas Rupprath | 00:50,72 |
| 2     | Island      | Örn Arnarson    | 00:51,74 |
| 3     | Deutschland | Steffen Driesen | 00:51,92 |

#### 200 m Rücken
| Platz | Land        | Athlet          | Zeit     |
| ----- | ----------- | --------------- | -------- |
| 1     | Slowenien   | Blaž Medvešek   | 01:52,60 |
| 2     | Deutschland | Steffen Driesen | 01:53,07 |
| 3     | Österreich  | Markus Rogan    | 01:53,08 |

### Brust

#### 50 m Brust
| Platz | Land        | Athlet        | Zeit     |
| ----- | ----------- | ------------- | -------- |
| 1     | Ukraine     | Oleh Lissohor | 00:26,89 |
| 2     | Schweiz     | Remo Lütolf   | 00:27,02 |
| 3     | Deutschland | Mark Warnecke | 00:27,03 |

#### 100 m Brust
| Platz | Land            | Athlet        | Zeit     |
| ----- | --------------- | ------------- | -------- |
| 1     | Verein. Königr. | James Gibson  | 00:58,03 |
| 2     | Ukraine         | Oleh Lissohor | 00:58,42 |
| 3     | Verein. Königr. | Darren Mew    | 00:58,78 |

#### 200 m Brust
| Platz | Land            | Athlet               | Zeit        |
| ----- | --------------- | -------------------- | ----------- |
| 1     | Verein. Königr. | Ian Edmond           | 02:05,63 ER |
| 2     | Irland          | Andrew Bree          | 02:08,02    |
| 3     | Niederlande     | Thijs van Valkengoed | 02:08,30    |

### Lagen

#### 100 m Lagen
| Platz | Land               | Athlet                     | Zeit     |
| ----- | ------------------ | -------------------------- | -------- |
| 1     | Slowenien Finnland | Peter Mankoč Jani Sievinen | 00:53,35 |
| 3     | Deutschland        | Marco de Carli             | 00:54,06 |

#### 200 m Lagen
| Platz | Land      | Athlet                | Zeit     |
| ----- | --------- | --------------------- | -------- |
| 1     | Finnland  | Jani Sievinen         | 01:55,40 |
| 2     | Italien   | Massimiliano Rosolino | 01:56,70 |
| 3     | Slowenien | Peter Mankoč          | 01:57,03 |

#### 400 m Lagen
| Platz | Land            | Athlet                | Zeit        |
| ----- | --------------- | --------------------- | ----------- |
| 1     | Ungarn          | László Cseh           | 04:04,10 ER |
| 2     | Verein. Königr. | Robin Francis         | 04:05,20    |
| 3     | Italien         | Massimiliano Rosolino | 04:06,59    |

### Staffel

#### Staffel 4 × 50 m Freistil
| Platz | Land        | Athleten                                                                       | Zeit        |
| ----- | ----------- | ------------------------------------------------------------------------------ | ----------- |
| 1     | Niederlande | - Mark Veens - Johan Kenkhuis - Gijs Damen - Pieter van den Hoogenband         | 01:25,55 WR |
| 2     | Deutschland | - Carsten Dehmlow - Benjamin Friedrich - Fabian Friedrich - Jens Schreiber     | 01:26,26    |
| 3     | Ukraine     | - Wjatscheslaw Schyrshow - Jurij Jehoschyn - Oleh Lissohor - Oleksandr Wolynez | 01:26,30    |

#### Staffel 4 × 50 m Lagen
| Platz | Land        | Athleten                                                               | Zeit        |
| ----- | ----------- | ---------------------------------------------------------------------- | ----------- |
| 1     | Deutschland | - Thomas Rupprath - Mark Warnecke - Fabian Friedrich - Carsten Dehmlow | 01:34,46 WR |
| 2     | Schweden    | - Jens Petersson - Martin Gustavsson - Björn Lundin - Stefan Nystrand  | 01:36,28    |
| 3     | Schweiz     | - Flori Lang - Remo Lütolf - Lorenz Liechti - Karel Novy               | 01:36,65    |

## Schwimmen Frauen

### Freistil

#### 50 m Freistil
| Platz | Land            | Athlet           | Zeit     |
| ----- | --------------- | ---------------- | -------- |
| 1     | Niederlande     | Marleen Veldhuis | 00:24,39 |
| 2     | Verein. Königr. | Alison Sheppard  | 00:24,48 |
| 3     | Frankreich      | Malia Metella    | 00:24,54 |

#### 100 m Freistil
| Platz | Land        | Athlet              | Zeit     |
| ----- | ----------- | ------------------- | -------- |
| 1     | Frankreich  | Malia Metella       | 00:53,15 |
| 2     | Niederlande | Marleen Veldhuis    | 00:53,42 |
| 3     | Finnland    | Hanna-Maria Seppälä | 00:53,46 |

#### 200 m Freistil
| Platz | Land            | Athlet           | Zeit     |
| ----- | --------------- | ---------------- | -------- |
| 1     | Verein. Königr. | Melanie Marshall | 01:55,10 |
| 2     | Schweden        | Josefin Lillhage | 00:55,57 |
| 3     | Belarus         | Alena Popchanka  | 01:55,66 |

#### 400 m Freistil
| Platz | Land            | Athlet            | Zeit     |
| ----- | --------------- | ----------------- | -------- |
| 1     | Verein. Königr. | Joanne Jackson    | 04:04,00 |
| 2     | Verein. Königr. | Rebecca Cooke     | 04:04,80 |
| 3     | Spanien         | Melissa Caballero | 04:05,00 |
| 3     | Russland        | Regina Sjtsch     | 04:05,00 |

#### 800 m Freistil
| Platz | Land            | Athlet           | Zeit     |
| ----- | --------------- | ---------------- | -------- |
| 1     | Spanien         | Erika Villaécija | 08:18,65 |
| 2     | Verein. Königr. | Rebecca Cooke    | 08:22,05 |
| 3     | Ungarn          | Éva Risztov      | 08:23,94 |

### Schmetterling

#### 50 m Schmetterling
| Platz | Land       | Athlet                | Zeit     |
| ----- | ---------- | --------------------- | -------- |
| 1     | Schweden   | Anna-Karin Kammerling | 00:25,91 |
| 2     | Slowakei   | Martina Moravcová     | 00:26,25 |
| 3     | Österreich | Fabienne Nadarajah    | 00:26,44 |

#### 100 m Schmetterling
| Platz | Land     | Athlet            | Zeit     |
| ----- | -------- | ----------------- | -------- |
| 1     | Slowakei | Martina Moravcová | 00:57,25 |
| 2     | Schweden | Johanna Sjöberg   | 00:58,23 |
| 3     | Belarus  | Alena Popchanka   | 00:58,26 |

#### 200 m Schmetterling
| Platz | Land     | Athlet          | Zeit     |
| ----- | -------- | --------------- | -------- |
| 1     | Ungarn   | Éva Risztov     | 02:06,72 |
| 2     | Italien  | Francesca Segat | 02:07,12 |
| 3     | Dänemark | Mette Jacobsen  | 02:07,55 |

### Rücken

#### 50 m Rücken
| Platz | Land        | Athlet             | Zeit     |
| ----- | ----------- | ------------------ | -------- |
| 1     | Tschechien  | Ilona Hlaváčková   | 00:27,48 |
| 2     | Deutschland | Antje Buschschulte | 00:27,54 |
| 3     | Dänemark    | Louise Ørnstedt    | 00:27,56 |

#### 100 m Rücken
| Platz | Land        | Athlet             | Zeit     |
| ----- | ----------- | ------------------ | -------- |
| 1     | Deutschland | Antje Buschschulte | 00:58,40 |
| 2     | Tschechien  | Ilona Hlaváčková   | 00:58,72 |
| 3     | Frankreich  | Laure Manaudou     | 00:58,99 |

#### 200 m Rücken
| Platz | Land        | Athlet              | Zeit        |
| ----- | ----------- | ------------------- | ----------- |
| 1     | Deutschland | Antje Buschschulte  | 02:04,23 ER |
| 2     | Russland    | Stanislawa Komarowa | 02:05,42    |
| 3     | Ukraine     | Iryna Amschennikowa | 02:06,51    |

### Brust

#### 50 m Brust
| Platz | Land        | Athlet            | Zeit     |
| ----- | ----------- | ----------------- | -------- |
| 1     | Deutschland | Sarah Poewe       | 00:30,40 |
| 2     | Schweden    | Emma Igelström    | 00:30,59 |
| 3     | Russland    | Jelena Bogomasowa | 00:30,99 |

#### 100 m Brust
| Platz | Land        | Athlet            | Zeit     |
| ----- | ----------- | ----------------- | -------- |
| 1     | Deutschland | Sarah Poewe       | 01:06,31 |
| 2     | Russland    | Jelena Bogomasowa | 01:06,63 |
| 3     | Österreich  | Mirna Jukić       | 01:06,68 |

#### 200 m Brust
| Platz | Land        | Athlet        | Zeit     |
| ----- | ----------- | ------------- | -------- |
| 1     | Österreich  | Mirna Jukić   | 02:21,09 |
| 2     | Deutschland | Anne Poleska  | 02:21,93 |
| 3     | Deutschland | Simone Weiler | 02:22,64 |

### Lagen

#### 100 m Lagen
| Platz | Land            | Athlet            | Zeit     |
| ----- | --------------- | ----------------- | -------- |
| 1     | Verein. Königr. | Alison Sheppard   | 01:01,19 |
| 2     | Slowenien       | Alenka Kejžar     | 01:01,29 |
| 3     | Belarus         | Hanna Schtscherba | 01:01,40 |

#### 200 m Lagen
| Platz | Land        | Athlet            | Zeit     |
| ----- | ----------- | ----------------- | -------- |
| 1     | Slowenien   | Alenka Kejžar     | 02:09,32 |
| 2     | Belarus     | Hanna Schtscherba | 02:11,00 |
| 3     | Deutschland | Teresa Rohmann    | 02:11,44 |

#### 400 m Lagen
| Platz | Land        | Athlet            | Zeit     |
| ----- | ----------- | ----------------- | -------- |
| 1     | Ungarn      | Éva Risztov       | 04:33,57 |
| 2     | Russland    | Jana Tolkatschowa | 04:35,28 |
| 3     | Deutschland | Teresa Rohmann    | 04:35,47 |

### Staffel

#### Staffel 4 × 50 m Freistil
| Platz | Land        | Athleten                                                                        | Zeit        |
| ----- | ----------- | ------------------------------------------------------------------------------- | ----------- |
| 1     | Niederlande | - Hinkelien Schreuder - Annabel Kosten - Chantal Groot - Marleen Veldhuis       | 01:37,52 WR |
| 2     | Schweden    | - Claire Hedenskog - Anna-Karin Kammerling - Johanna Sjöberg - Josefin Lillhage | 01:38,68    |
| 3     | Deutschland | - Katrin Meißner - Sandra Völker - Petra Dallmann - Britta Steffen              | 01:39,23    |

#### Staffel 4 × 50 m Lagen
| Platz | Land        | Athleten                                                                   | Zeit     |
| ----- | ----------- | -------------------------------------------------------------------------- | -------- |
| 1     | Schweden    | - Emelie Kierkegaard - Emma Igelström - Johanna Sjöberg - Josefin Lillhage | 01:48,79 |
| 2     | Deutschland | - Antje Buschschulte - Sarah Poewe - Janine Pietsch - Sandra Völker        | 01:48,85 |
| 3     | Niederlande | - Hinkelien Schreuder - Moniek Nijhuis - Chantal Groot - Marleen Veldhuis  | 01:49,10 |